# Castillo de Pola
El castillo de Pola (o Pla) es un castillo situado en la margen izquierda del río Ebro, entre la localidades zaragozanas de Remolinos y Torres de Berrellén (España), cerca del río Ebro y encima del caserío de Pola. En el mismo cabezo en el que se encuentra el castillo existe un yacimiento arqueológico correspondiente a un despoblado medieval del mismo nombre.

## Historia
De construcción originalmente andalusí, el castillo pasó a manos del reino de Aragón durante las expediciones de Pedro I en 1101 y desempeñó un breve papel militar durante el asedio de Saraqusta por el ejército cruzado de Alfonso I el Batallador, en 1118. Tras la reconquista, en un principio fue de propiedad real y posteriormente pasó por diversos propietarios como los Luna, los Urrea o los Cerdán. Debajo de él se estableció una población llamada Pola (o también Pla), de la que es testimonio el actual caserío, una iglesia en ruinas dedicada a Santa Elena y otra dedicada a Santa Inés, también en ruinas. Ya en el siglo XVII la localidad de Pola consta como deshabitada.

## Descripción
De la iglesia de Santa Elena se conservan una porción del ábside de ladrillo y dos arcos apuntados que formarían parte del muro lateral del templo. Del castillo se conservan solamente algunos muros de sillarejo y aljez, que se confunden con el terreno, una galería subterránea que conduce a un viejo aljibe y los cimientos de algunas construcciones que pudieran haber sido torres.

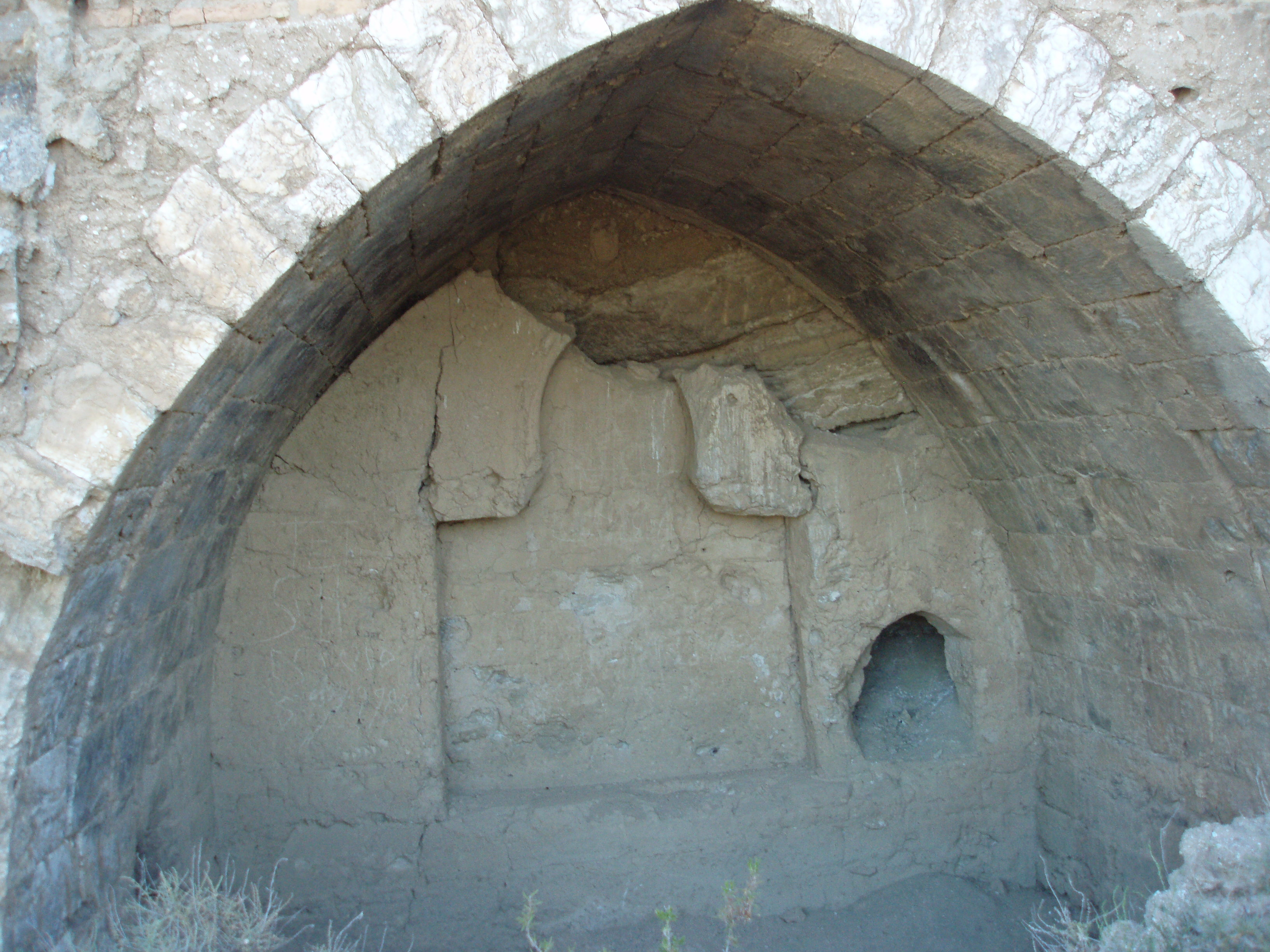
Restos de la iglesia de Santa Elena, en el despoblado de Pola

## Catalogación
El castillo de Pola está incluido dentro de la relación de castillos considerados Bienes de Interés Cultural, en el apartado de zona arqueológica, en virtud de lo dispuesto en la disposición adicional segunda de la Ley 3/1999, de 10 de marzo, del Patrimonio Cultural Aragonés. Este listado fue publicado en el Boletín Oficial de Aragón del 22 de mayo de 2006.